# 久野猛
久野 猛（ひさの たけし、1937年8月20日- ）は日本の教育者、作家。都立高等学校校長等を歴任。

## 経歴
鹿児島県生まれ。鹿児島県立串木野高等学校卒業。1962年東京大学理学部地学科を卒業し、都立高校教諭となる。都立北園高校教頭などを経て、都立足立高校校長に就任する。その後、都立日比谷高校校長となり、1993年～1997年まで全国高等学校体育連盟会長を兼務した。退任後は警視庁教育参与を務めるなど要職を歴任した。
また、松崎陽平名義の小説『狂いだすのは三月』で1977年第14回文藝賞を受賞した。

## 著書
- 『狂いだすのは三月』河出書房新社、1978年
- 『愉快に日比谷高校』日本加除出版、2001年
- 『大警視川路利良の魅力：『翔ぶがごとく』の司馬遼太郎から警察官へのメッセージ』教育実務センター、2005年
- 『「警察手眼」に楽しむ』立花書房、2007年